# میخایلوفکا (شهرستان کامنسکی، سرزمین آلتای)
میخایلوفکا (به لاتین: Mikhaylovka) یک منطقهٔ مسکونی در روسیه است که در سرزمین آلتای واقع شده‌است. میخایلوفکا ۷۹ نفر جمعیت دارد.